# 대구 서구청장
대구 서구청장은 대구광역시 서구의 구청장이다.

## 역대 서구청장
| 대수     | 구청장 | 임기                               | 비고                     |
| -------- | ------ | ---------------------------------- | ------------------------ |
| 초대     | 이술갑 | 1963년 1월 1일 - 1964년 10월 5일   | 경상북도 대구시 서구청장 |
| 2대      | 봉기수 | 1964년 10월 6일 - 1968년 5월 9일   | 경상북도 대구시 서구청장 |
| 3대      | 이원진 | 1968년 5월 10일 - 1971년 8월 24일  | 경상북도 대구시 서구청장 |
| 4대      | 배태민 | 1971년 8월 25일 - 1973년 4월 20일  | 경상북도 대구시 서구청장 |
| 5대      | 박성하 | 1973년 4월 21일 - 1975년 6월 2일   | 경상북도 대구시 서구청장 |
| 6대      | 우병운 | 1975년 6월 3일 - 1977년 3월 7일    | 경상북도 대구시 서구청장 |
| 7대      | 이병수 | 1977년 3월 8일 - 1978년 8월 18일   | 경상북도 대구시 서구청장 |
| 8대      | 송인수 | 1978년 8월 19일 - 1981년 6월 30일  | 경상북도 대구시 서구청장 |
| 9대      | 이준희 | 1981년 7월 1일 - 1983년 4월 10일   | 대구직할시 서구청장      |
| 10대     | 김춘근 | 1983년 4월 11일 - 1986년 3월 7일   | 대구직할시 서구청장      |
| 11대     | 김성록 | 1986년 3월 8일 - 1989년 9월 26일   | 대구직할시 서구청장      |
| 12대     | 도재호 | 1989년 9월 27일 - 1991년 1월 13일  | 대구직할시 서구청장      |
| 13대     | 이희태 | 1991년 1월 14일 - 1992년 6월 17일  | 대구직할시 서구청장      |
| 14대     | 김재령 | 1992년 6월 18일 - 1993년 6월 30일  | 대구직할시 서구청장      |
| 15대     | 이의상 | 1993년 7월 1일 - 1995년 4월 1일    | 대구광역시 서구청장      |
| 16대     | 이재용 | 1995년 4월 12일 - 1995년 6월 30일  | 대구광역시 서구청장      |
| 17대     | 이의상 | 1995년 7월 1일 - 1998년 6월 30일   | 민선1기                  |
| 18대     | 이의상 | 1998년 7월 1일 - 2002년 6월 30일   | 민선2기                  |
| 19대     | 윤진   | 2002년 7월 1일 - 2006년 6월 30일   | 민선3기                  |
| 20대     | 윤진   | 2006년 7월 1일 - 2008년 1월 18일   | 민선4기                  |
| 직무대리 | 류한국 | 2007년 6월 11일 - 2008년 6월 4일   | 민선4기                  |
| 21대     | 서중현 | 2008년 6월 5일 - 2010년 6월 30일   | 민선4기                  |
| 22대     | 서중현 | 2010년 7월 1일 - 2011년 9월 14일   | 민선5기                  |
| 직무대리 | 이태훈 | 2011년 9월 15일 - 2011년 10월 25일 | 민선5기                  |
| 23대     | 강성호 | 2011년 10월 26일 - 2014년 6월 30일 | 민선5기                  |
| 24대     | 류한국 | 2014년 7월 1일 - 2018년 6월 30일   | 민선 6기                 |
| 25대     | 류한국 | 2018년 7월 1일 ~ 2022년 6월 30일   | 민선 7기                 |
| 26대     | 류한국 | 2022년 7월 1일 ~                   | 민선 8기                 |

## 같이 보기
- 대구 서구청장 선거